# Parafia Najświętszego Serca Jezusowego w Lubczy
Parafia Najświętszego Serca Jezusowego w Lubczy – parafia rzymskokatolicka, znajdująca się w diecezji tarnowskiej, w dekanacie Pilzno.

## Obiekty parafialne

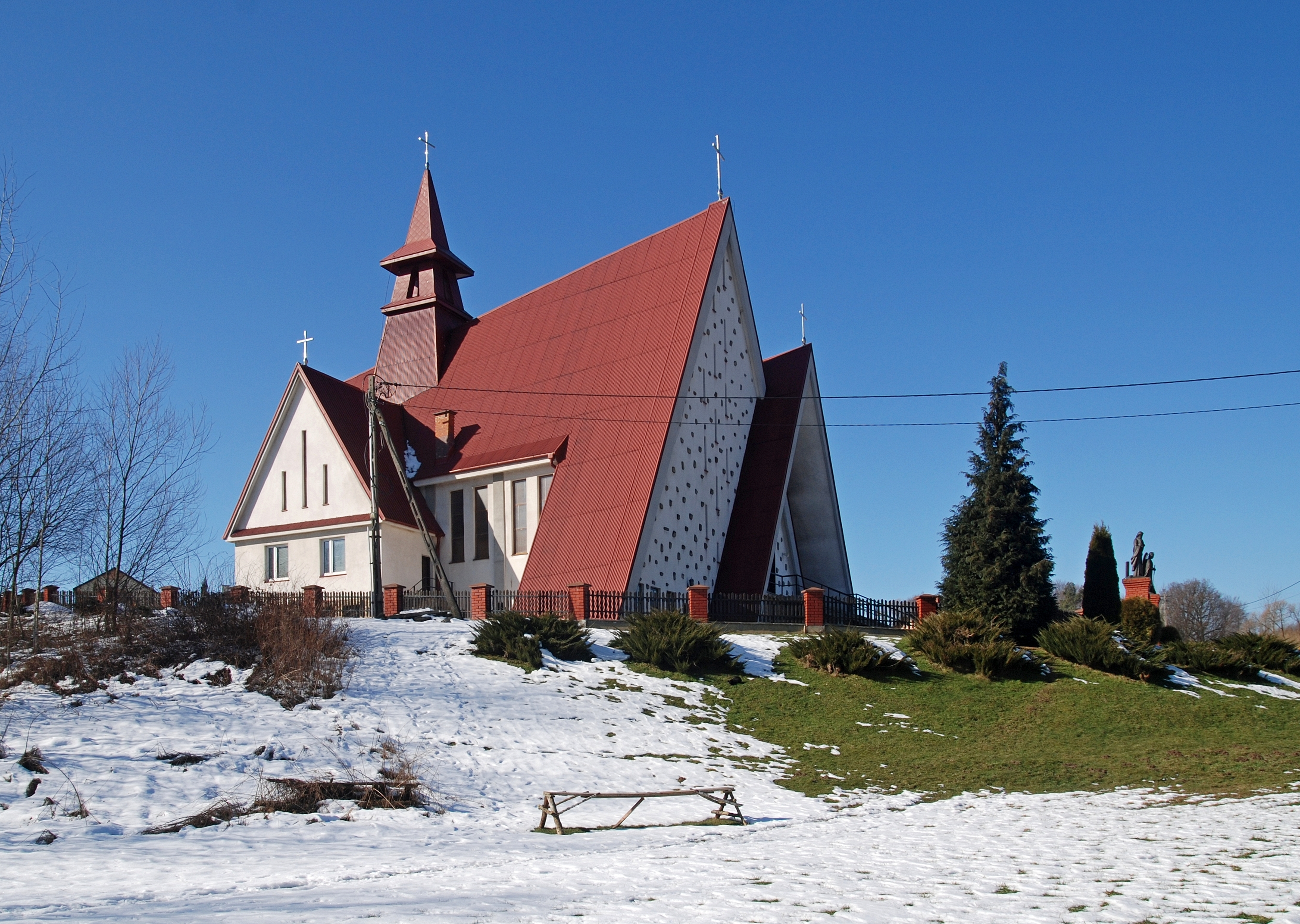
Kościół filialny w Woli Lubeckiej